# Hans Baumgartner
Pour les articles homonymes, voir Baumgartner.
Hans Baumgartner, né le 30 mai 1949 à Stuhlingen, est un ancien athlète ouest-allemand, spécialiste du saut en longueur.
En 1972 aux Jeux Olympiques de Munich, il remporte la médaille d'argent au saut en longueur avec un saut à 8,18 m. Quatre ans plus tard, il prend part aux Jeux Olympiques de Montréal, mais ne remporte aucune médaille. Il concourt aussi aux Championnats d'Europe d'athlétisme 1971 et 1974 avec le même résultat.
Sa technique de saut respectait toutes "les recommandations biomécaniques" alors en application, en particulier celles inhérentes à la technique Hitch Kick (1).

## Sources
- (1) Reportage de deux pages dans le Miroir de l'athlétisme n°115 d'août 1974, extrait de Athletica Leggera, photos de Toni Nett, illustré de 14 photos d'un saut décomposé de l'athlète.

- (en) Cet article est partiellement ou en totalité issu de l’article de Wikipédia en anglais intitulé « Hans Baumgartner » (voir la liste des auteurs).